# Огнев'юк Віктор Олександрович
Віктор Олександрович Огнев'юк (10 квітня 1959, Вовчинець Козятинського району Вінницької обл. — 21 жовтня 2022)  — доктор філософських наук, професор, академік Національної академії педагогічних наук України, повний кавалер ордена "За заслуги", ректор Київського університету імені Бориса Грінченка.

## Життєпис
Закінчив Вінницький державний педагогічний інститут, вчитель історії.
Працював вчителем історії, директором Шпитьківської середньої школи, завідувач райвідділу освіти Києво-Святошинського району Київської області.
1993—1996 — очолював Київське обласне управління освіти.
1997 — заступник міністра у справах сім'ї та молоді.
1998—1999 — очолював Головне управління середньої освіти Міністерства освіти і науки України.
2000—2006 — заступник міністра освіти і науки України.
Науковий і професійний інтерес — філософія освіти. Ввів у науковий обіг і теоретично обґрунтував нові поняття — «освітологія» та «homo educatus».
Автор понад 70 наукових праць, у тому числі 2 підручників з грифом МОН України для учнів загальноосвітніх навчальних закладів, з них «Філософія. Історія філософії» (профільний рівень) 10 клас — переможець Всеукраїнського конкурсу у 2010 році. Автор ідеї створення колективної монографії та натхненник проєкту «Заборонити рашизм».
Помер 21 жовтня 2022 року від вогнепального поранення.

## Навчання і професійна діяльність
- 1976 закінчив Вовчинецьку середню школу
- 1980 закінчив історичний факультет Вінницького державного педагогічного інституту
- 1980 розпочав педагогічну діяльність на посаді вчителя історії і суспільствознавства у Лісниківській середній школі Києво-Святошинського району Київської області[5].
- 1982 — директор Ходосіївської 8-річної школи Києво-Святошинського району Київської області
- 1983 — директор Шпитьківської середньої школи Києво-Святошинського району
- 1989 — зав. відділом освіти Києво-Святошинського райвиконкому районної державної адміністрації
- 1991 — зав. відділом освіти Києво-Святошинської районної державної адміністрації
- 1993 — начальник управління освіти Київської обласної державної адміністрації
- 1996 — начальник Головного управління у справах молоді Міністерства України у справах сім'ї, молоді та спорту
- 1997 — заступником Міністра України у справах сім'ї і молоді
- 1997 — начальник Головного управління середньої освіти Міністерства освіти і науки України
- 1999 — генеральний директор підприємства «Інформаційний центр» Міністерства юстиції України
- 2000 — заступник Міністра освіти і науки України
- 2001 — перший заступник начальника Управління науково-технічного та гуманітарного розвитку секретаріату Кабінету Міністрів України
- 2002 — перший заступник Голови Державного комітету у справах національностей і міграції
- 2003 — заступник Міністра освіти і науки України
- 2004 — заступник Міністра освіти і науки України
- 2007 — ректор Київського університету імені Бориса Грінченка

## Наукова діяльність
- 1996 захистив дисертацію на здобуття вченого ступеня кандидата філософських наук у Київському національному університеті імені Тараса Шевченка
- 1998 присвоєно наукове звання доцента
- 2003 захистив дисертацію на здобуття наукового ступеня доктора філософських наук у Київському національному університеті імені Тараса Шевченка
- 2005 присвоєно звання професора
- 2006 обрано членом — кореспондентом Академії педагогічних наук України
- 2010 обрано дійсним членом (академіком) Національної академії педагогічних наук України

Автор понад 80 наукових праць, зокрема:
- «Принцип модульності в історії освіти» (у співавт. з Фурман А. В.),
- монографій:
  - «Людина. Культура. Історія» (у співавт. з Кравченко П. А.),
  - «Освіта у системі сталого людського розвитку»,
  - «Осягнення освіти: підсумки XX століття»,
  - «Науково-освітній потенціал нації: погляд у XXI століття» (колективна монографія у III томах),
- підручників:
  - Економіка (підручник для 10 класу загальноосвітніх навчальних закладів). — К.: Навчальна книга, 2004. — (у співавт. з Мельничук В. Г., Ковальчук Г. О.)
  - Філософія. Історія філософії: підруч. для 10 кл. загальноосвіт. навч. закл. (профільний рівень). — К.: Грамота, 2010. — (у співавт. з Утюж І. Г.)

Праць, присвячених питанням освітології та філософії освіти:
монографії:
- «Освітологія: витоки наукового напрямку» (2012);

хрестоматій:
- «Освітологія» (2013);
- «Філософія освіти» (2014);

навчально-методичних посібників
- «Філософія освіти» (2011)
- «Освітологія: фахова підготовка» (2014);
- «Освітологія: підготовка експертів у галузі освіти» (2015);

Керівник проекту і голова редакційної ради серійного видання «Борис Грінченко. Зібрання творів», зокрема видань у 2-х т.: «Педагогічна спадщина» (2013), «Народопросвітницька спадщина» (2015) та «Етнографічна спадщина» (2017).
Науковий керівник проекту «Початкова школа: ОСВІТА ДЛЯ ЖИТТЯ» створений колективом авторів Київського університету імені Бориса Грінченка в рамках Всеукраїнського експерименту «НОВА УКРАЇНСЬКА ШКОЛА». 

## Громадська діяльність
Президент Громадської організації «Українська академія акмеології».
Активний учасник Революції гідності. 30 листопада 2013 року Віктор Огнев'юк виступив зі зверненням до громадськості на підтримку волевиявлення студентства на Євромайдані та із засудженням насилля проти мітингувальників. Звернення викликало значний суспільний резонанс.

## Хобі
Садівництво, література.

## Вшанування пам'яті
10 квітня 2023 року, на фасаді Київського університету ім. Бориса Грінченка відкрили меморіальну дошку ректору Віктору Огневʼюку.